# Gynoplistia pallidicosta
Gynoplistia pallidicosta är en tvåvingeart som beskrevs av Alexander 1931. Gynoplistia pallidicosta ingår i släktet Gynoplistia och familjen småharkrankar. Inga underarter finns listade i Catalogue of Life.